# خمیده‌انگشتی
خَمیده‌اَنگُشتی (انگلیسی: Clinodactyly) یک اصطلاح پزشکی است که به خمیدگی انگشت دست یا پا در صفحه کف‌دستی/کف‌پایی اشاره می‌کند. این خمیدگی معمولاً در انگشت پنجم (انگشت کوچک) به سمت انگشت چهارم و مجاور (انگشت حلقه) رخ می‌دهد.
خمیده‌انگشتی یک ناهنجاری نسبتاً رایج است که اغلب مورد توجه قرار نمی‌گیرد، اما در ترکیب با سایر ناهنجاری‌ها در برخی از سندرم‌های ژنتیکی نیز رخ می‌دهد.
خمیده‌انگشتی می‌تواند از طریق وراثت منتقل شود و می‌تواند به عنوان یک ناهنجاری مجزا یا مؤلفه‌ای از یک نشانگان ژنتیکی نمود پیدا کند.
درمان آن تنها در صورتی ضروری است که درجه انحنا ناتوانی عملکردی ایجاد کند یا باعث ناراحتی عاطفی شود. آتل به‌طور معمول تغییر شکل را اصلاح نمی‌کند. درمان‌های جراحی عبارتند از استخوان‌بُری (استئوتومی) با گُوِهٔ بسته، استخوان‌بری با گوه باز، و استخوان‌بری با گوه معکوس. رادیوگرافی انگشتان دست در برنامه‌ریزی روش جراحی مفید است. خمیده‌انگشتی شدید ممکن است به تغییرات بافت نرم انگشت مانند رها کردن پوست، جابجایی زردپی بازکننده و پیشروی رباط جانبی نیاز داشته باشد.